# Republic First Bancorp
Die Republic First Bancorp ist eine Holding mit der Republic First Bank, oft jedoch einfach Republic Bank genannt. Die Bank ist in Pennsylvania, New Jersey und New York State aktiv und hält dort 34 Filialen.

## Geschichte
Gegründet wurde das Unternehmen 1988. Die State-chartered Bank ist unter der Aufsicht des Bundesstaates und ihre Einlagen sind von der FDIC gesichert.
Weil die sehr ähnlich klingende First Republic Bank Anfang Mai 2023 in finanzielle Nöte kam, stellte die Republic First Bank klar, dass sie nichts mit der anderen Bank zu tun hat.
Am 26. April 2024 beschlagnahmten die US-Behörden nach Geschäftsschluss die Republic First Bancorp und stimmten ihrem Verkauf an die Fulton Bank zu. Die Bank wurde vom Pennsylvania Department of Banking and Securities beschlagnahmt, nachdem Finanzierungsgespräche mit einer Gruppe von Investoren gescheitert waren. Die FDIC, die als Konkursverwalter eingesetzt wurde, erklärte, dass die Fulton Bank, eine Einheit der Fulton Financial Corp, im Wesentlichen alle Einlagen übernehmen und alle Vermögenswerte der Republic Bank kaufen werde, um „die Sparer zu schützen“.